# André Hennebicq
André Charles Hennebicq (Doornik, 16 februari 1836 – Sint-Gillis, 31 maart 1904) was een Belgisch kunstschilder.

## Biografie

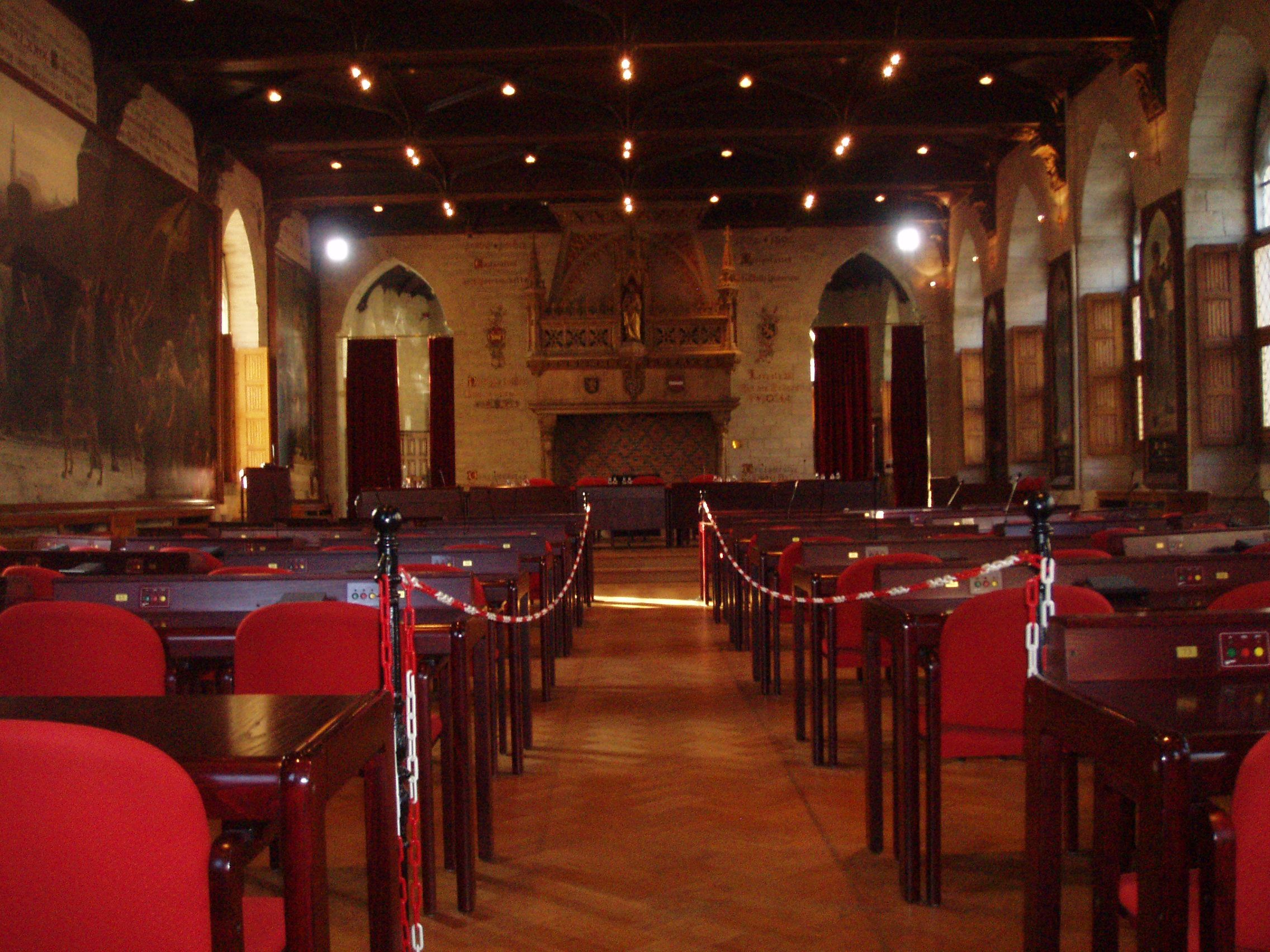
Gotische zaal in het Leuvense stadhuis, met werken van Hennebicq

André Hennebicq werd geboren in Doornik als zoon van een aannemer. Al vroeg was hij geïnteresseerd in tekenen en schilderen, maar zijn vader wilde dat hij andere zaken ging leren. Zijn vader stierf echter reeds in 1859. Zijn moeder stond hem wel toe om naar de plaatselijke academie te gaan. Hij werd er leerling van Joseph Stallaert. Deze herkende het talent van Hennebicq en op zijn aanbeveling trok Hennebicq in 1860 reeds naar Brussel om er lessen te volgen in het atelier van Jan Frans Portaels.
1865 was het jaar van de doorbraak van André Hennebicq: hij won de Prijs van Rome. Dit was een geldprijs, gekoppeld aan de mogelijkheid van een buitenlandse studiereis. Hennebicq trok naar Parijs, Turijn, Milaan, Firenze en Rome. In 1870 keerde hij terug naar België en werd directeur van de academie van Mons. Hij kreeg er vele officiële opdrachten en maakte onder meer monumentale historische werken voor de stadhuizen van Mons en Doornik. Deze functie oefende hij uit tot 1879.
Eind 1878 tekende hij een contract met de stad Leuven voor de uitvoering van 4 grote historische stukken en 8 historische portretten voor de gotische zaal. De keuze voor Hennebicq was opgedrongen door de regering. Nadat hij de opdracht had aanvaard, verhuisde hij in 1879 naar Sint-Gillis. Contractueel had hij 8 jaar om de Leuvense opdracht af te werken. Door ziekte liepen de werken vertraging op. Het laatste werd afgewerkt in 1890. Het zouden ook slechts 7 portretten worden in plaats van 8.

In 1884 maakte Hennebicq nog een reis naar Marokko, in gezelschap van Emile Wauters. Deze reis inspireerde tot enkele werken.
In maart 1904 stierf André Hennebicq aan de gevolgen van een longontsteking.

## Werk
Een uitputtende inventaris van het werk van Hennebicq is niet beschikbaar. Belangrijke werken van hem zijn:

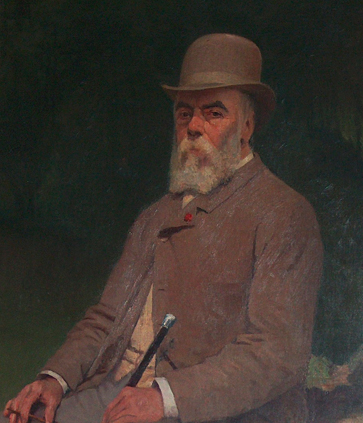
Portrait de Jean Robie van Hennebicq

### Losse werken
- La mort d’Abel (1861)
- Les lamentations de Jérémie (1867)
- Les travailleurs de la campagne romaine (1872)
- Messaline sortant de Rome, insultée par le peuple (1872)
- Devant l’église Saint-Pierre à Rome (1872)
- Hypatia (1873)
- Le bénitier (1874)
- Une réunion d’amis (1875)
- Portrait de Mme Sainetelette (1875)
- Le doge Foscari (1875)
- Portrait de l’avocat Bourlard (1875)
- Les drapeaux de la place Saint-Marc (1876)
- Portrait du notaire Thomeret (1876)
- Intérieur de l’église de Jérusalem à Bruges (1877)
- Baudouin VI donnant les premières chartes de la commune au château de Mons (1200) (1878)
- Une vente d’objets d’art (1880)
- Portrait de mon fils (1881)
- Un chérif au Maroc (1884)
- La grande mosquée de Tanger (1884)
- Portrait de M. Dolez, bourgmestre de Mons (1886)
- Portrait de M. Jules Bara (1887)
- La moisson des pauvres (1890)
- Esmeralda (1893)
- L’arrivée d’un martyr chrétien dans les catacombes (1894)
- Les milices communales acclament Marie de Bourgogne à sa première entrée dans la ville de Mons (1895)
- La chapelle Saint-Isidore (1896)
- La visite au tombeau (1897)

### Werken in de gotische zaal van het Leuvense stadhuis
Monumentale historische stukken:
- Antonia van Roesmale verklaart de Bijbel voor de hervormden van Leuven (1882)
- Burgemeester Wouter Van der Leyen op aanstichten van de patriciërs van Leuven vermoord te Brussel. Het volk brengt zijn lichaam terug (1379) (1888)
- Pieter Coutereel verscheurt voor het volk van Leuven de voorrechten van de patriciërs (1890)
- De instelling van de Leuvense Universiteit (1891)

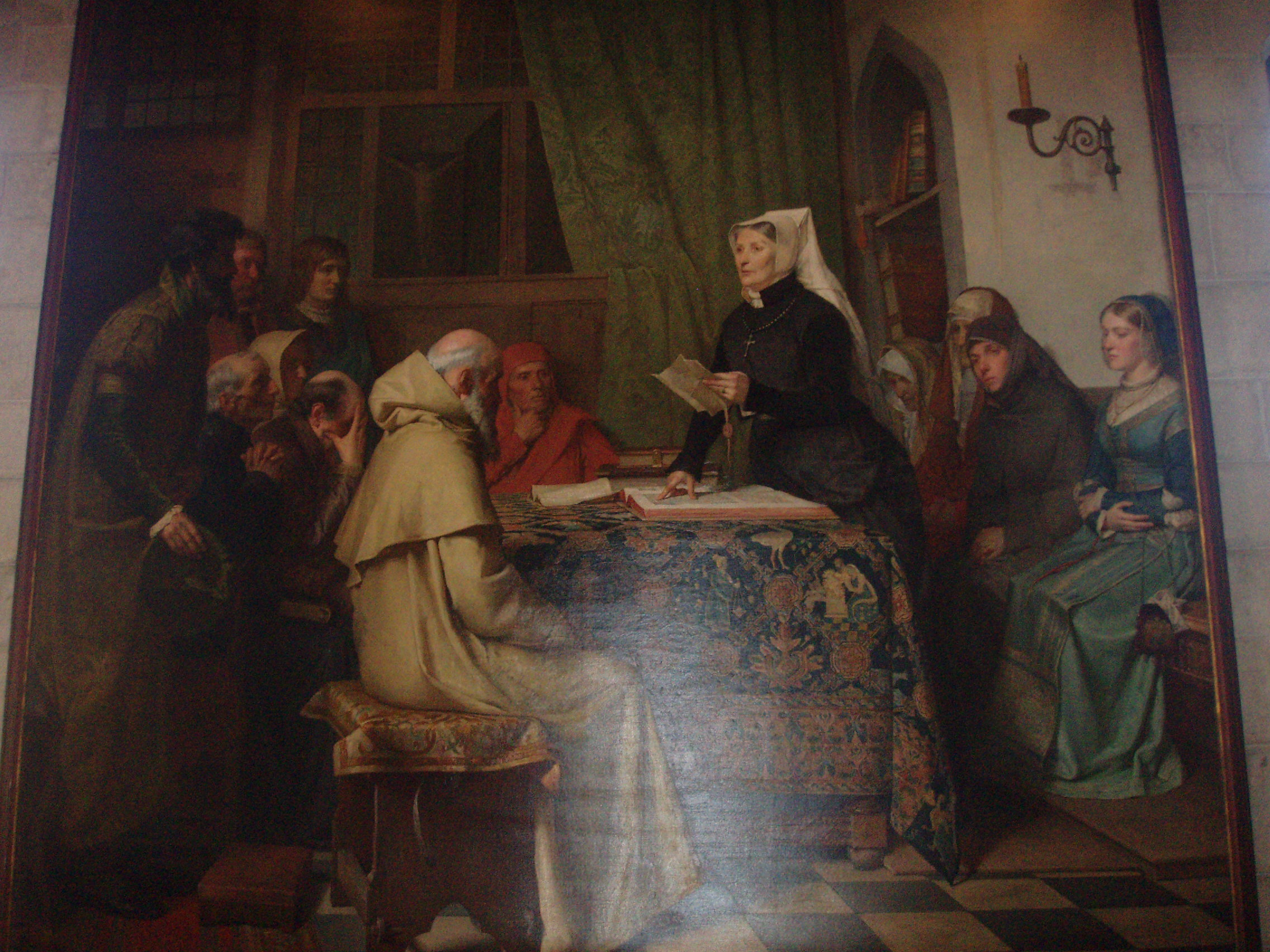
Antonia van Roesmale verklaart de Bijbel voor de hervormde van Leuven
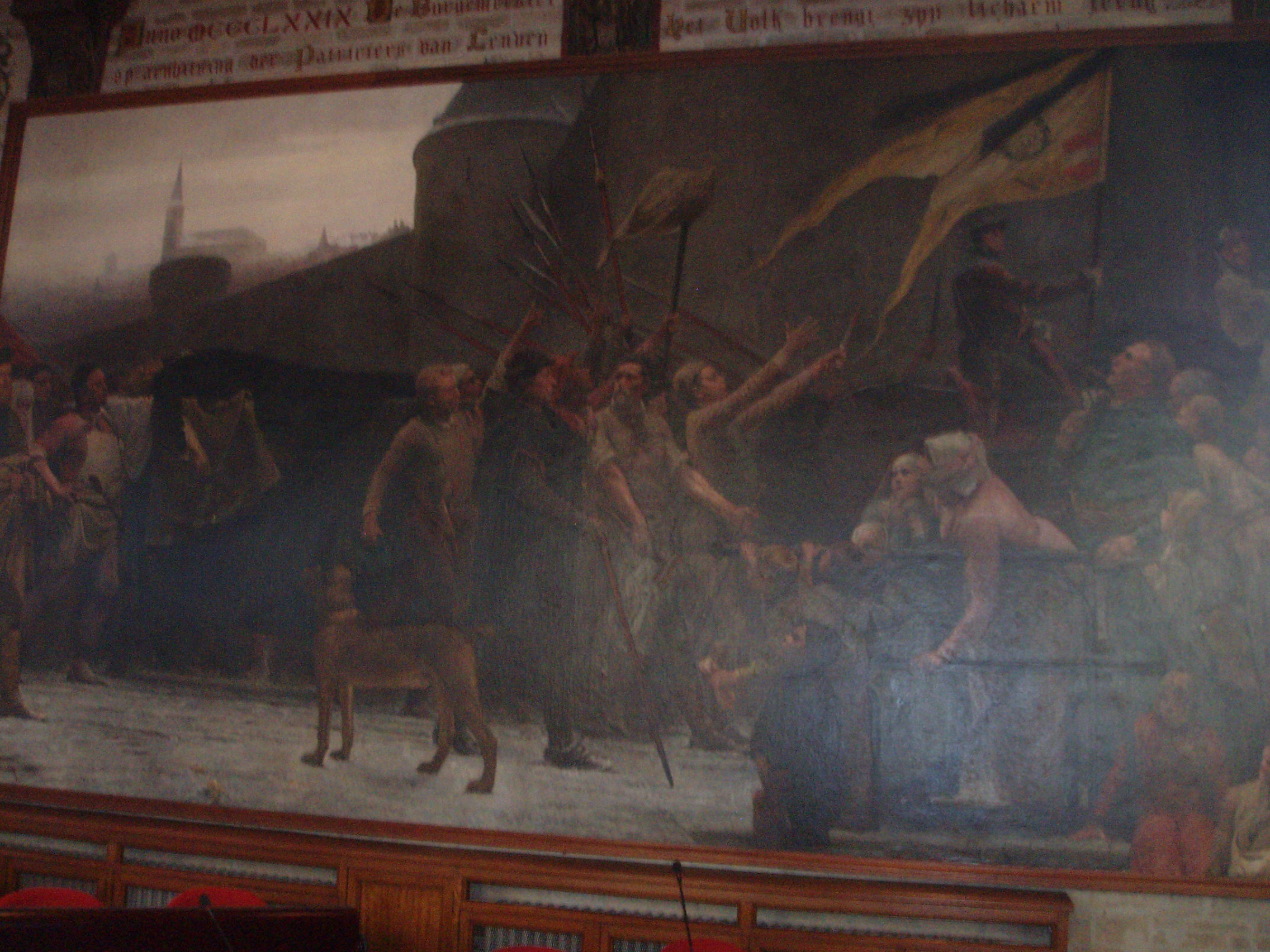
Wouter Van der Leyen op aanstichten van de patriciërs van Leuven vermoord te Brussel
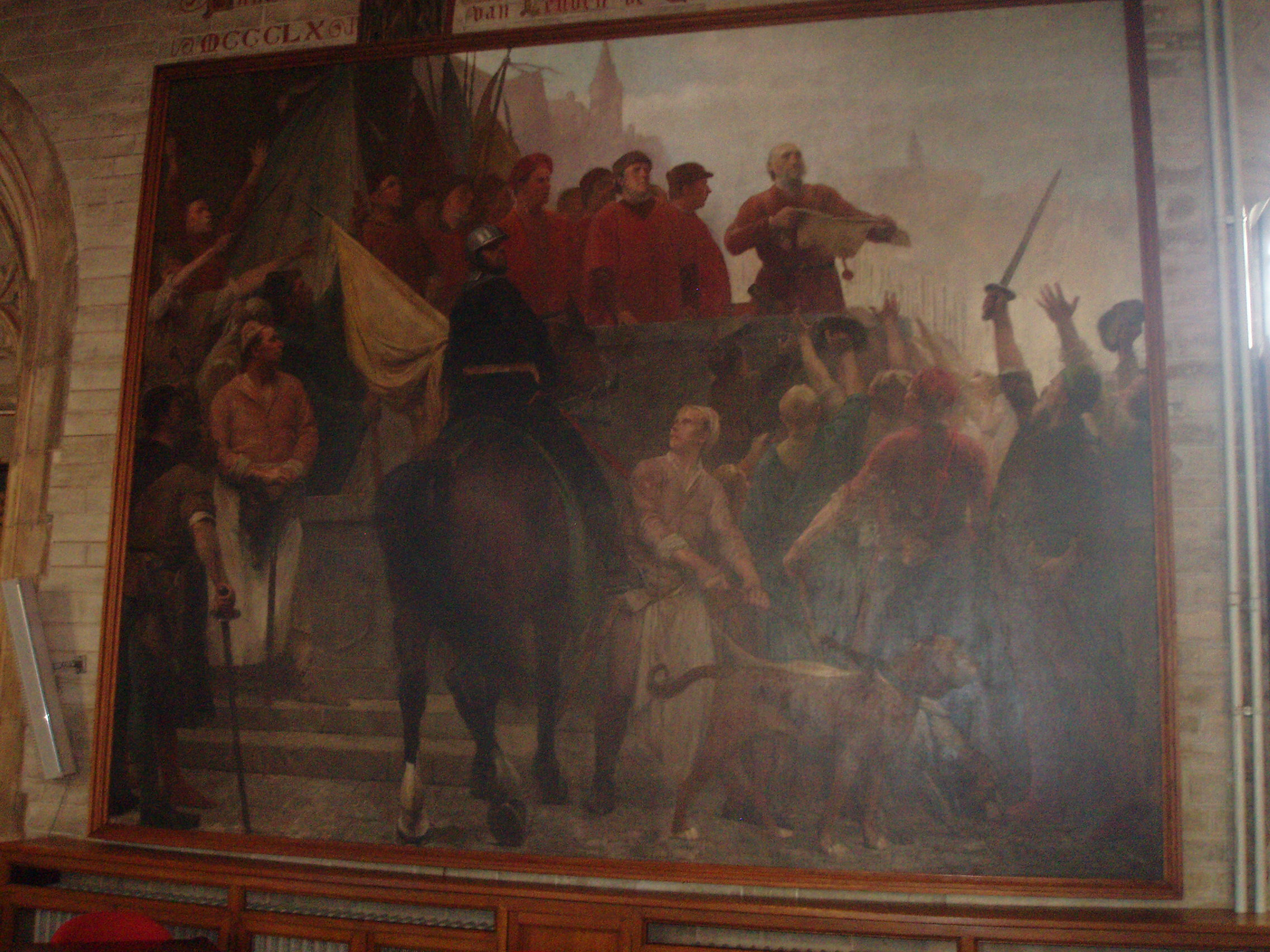
Pieter Coutereel verscheurt voor het volk van Leuven de voorrechten van de patriciërs

Historische portretten:
- Mattheus de Layens (1882)
- Dirk Bouts (1882)
- Joos Beyaert (1882)
- Maria van Belle (1882)
- Quinten Metsys (1883)
- Joannes Molanus (1883)
- Petrus Divaeus (1884)

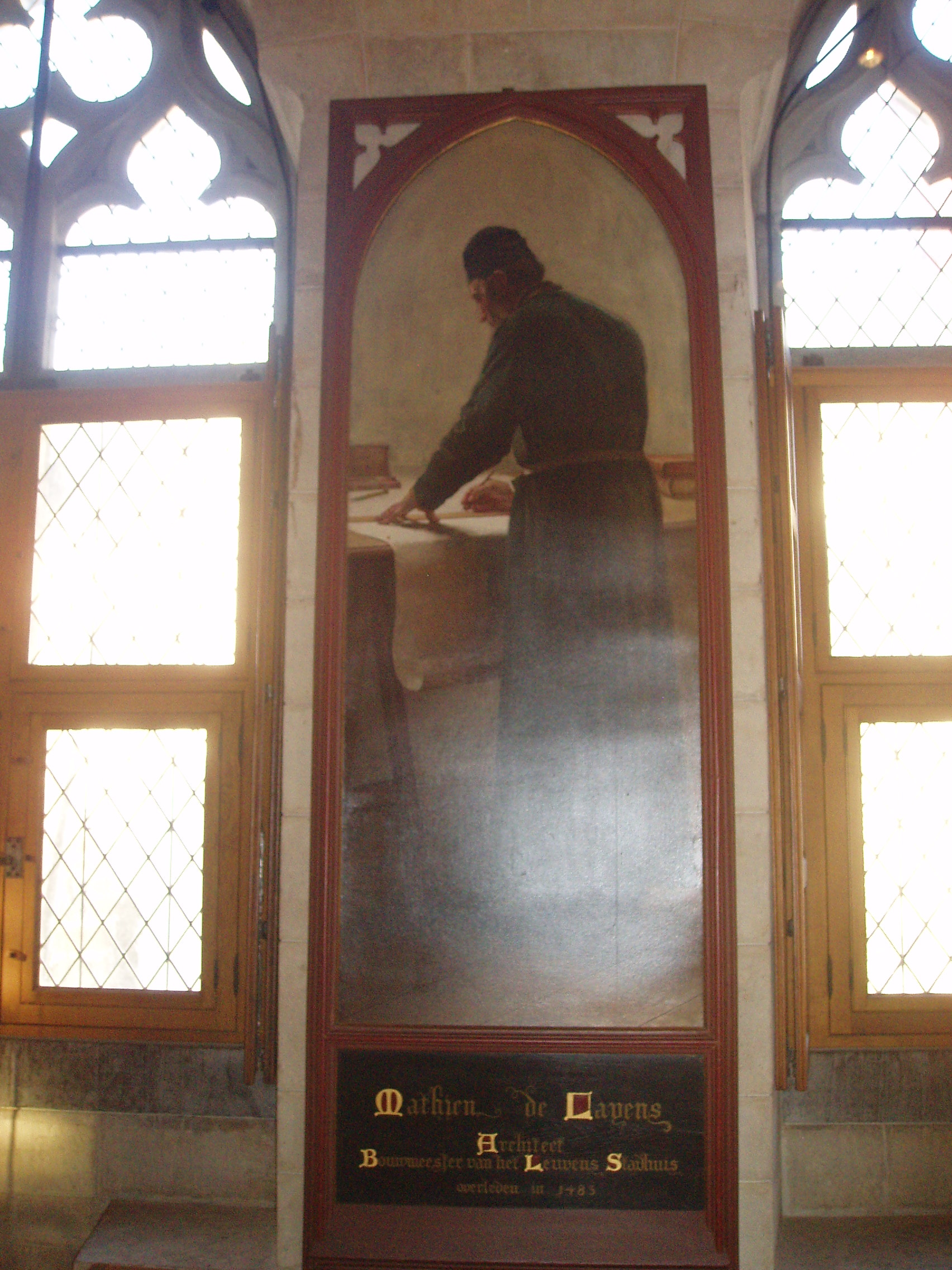
Mattheus de Layens
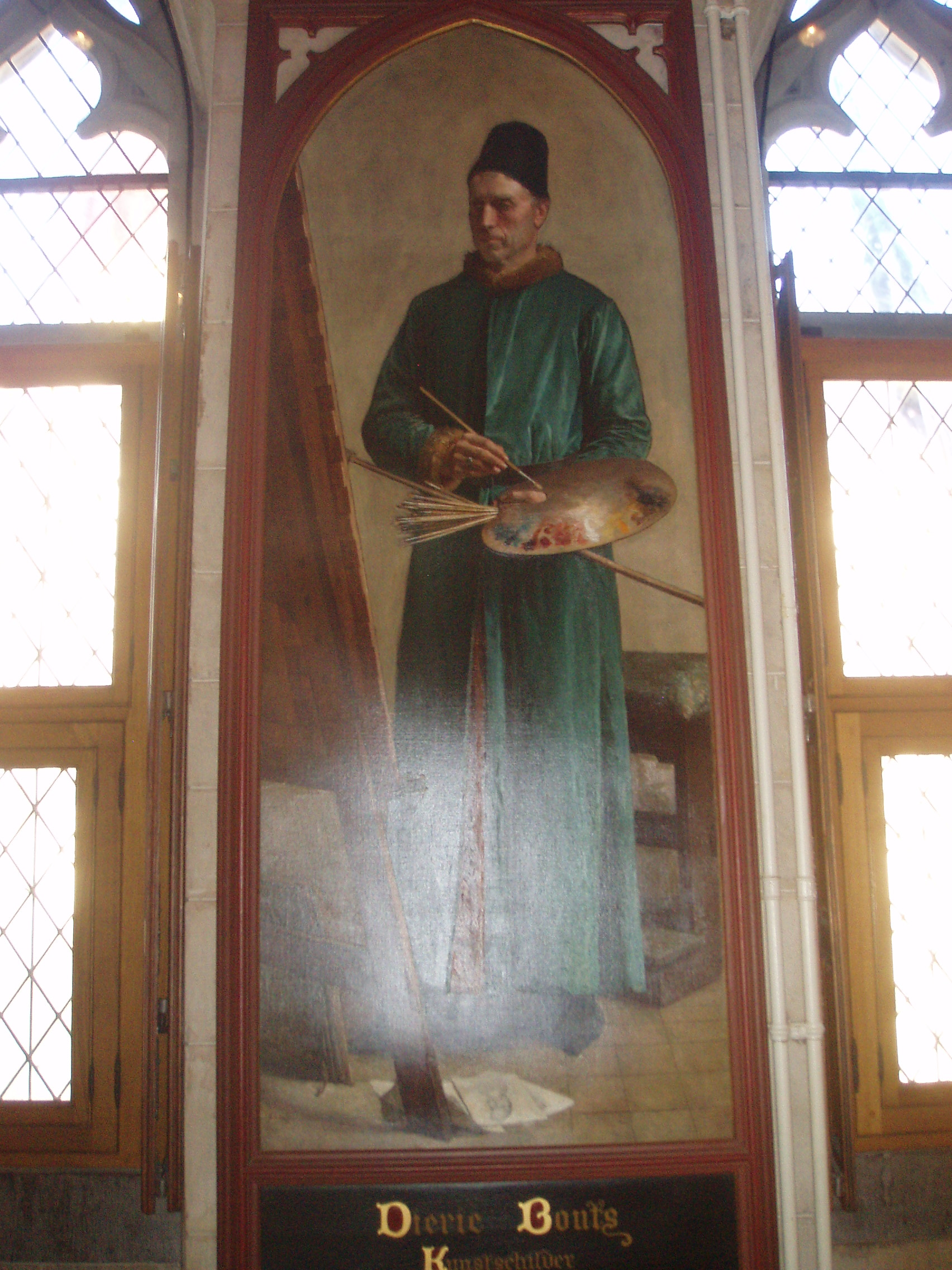
Dirk Bouts
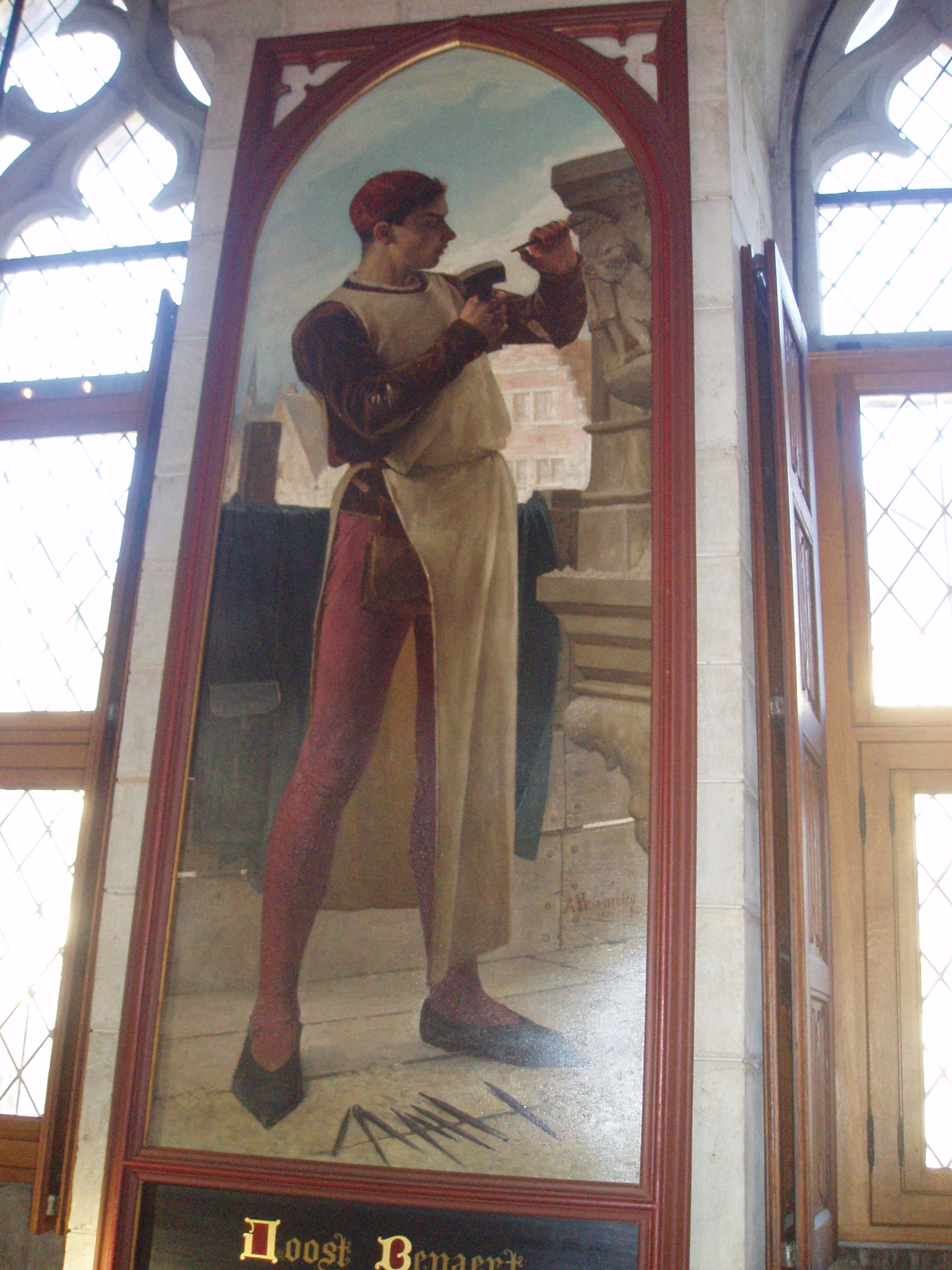
Joos Beyaert
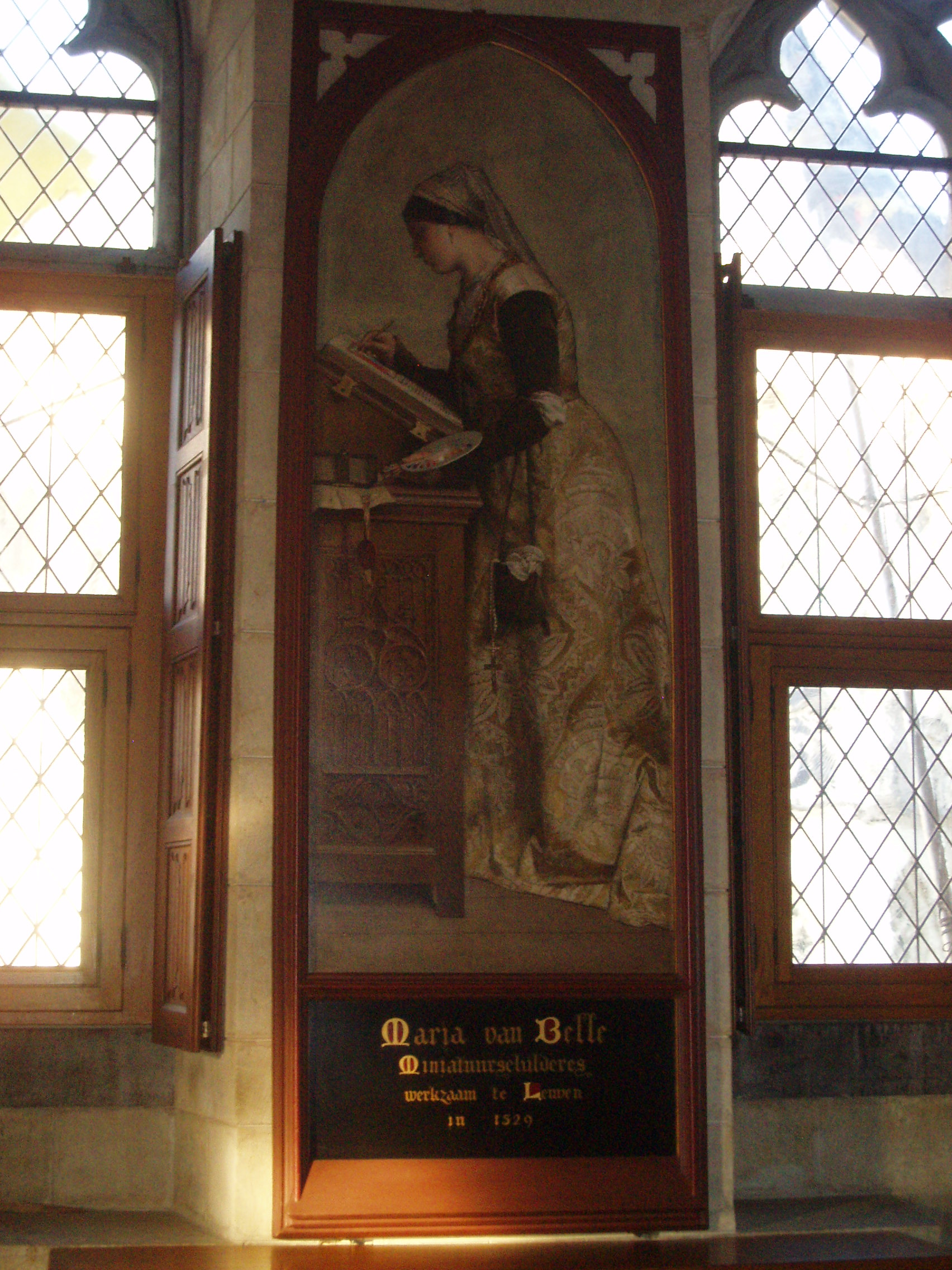
Maria van Belle
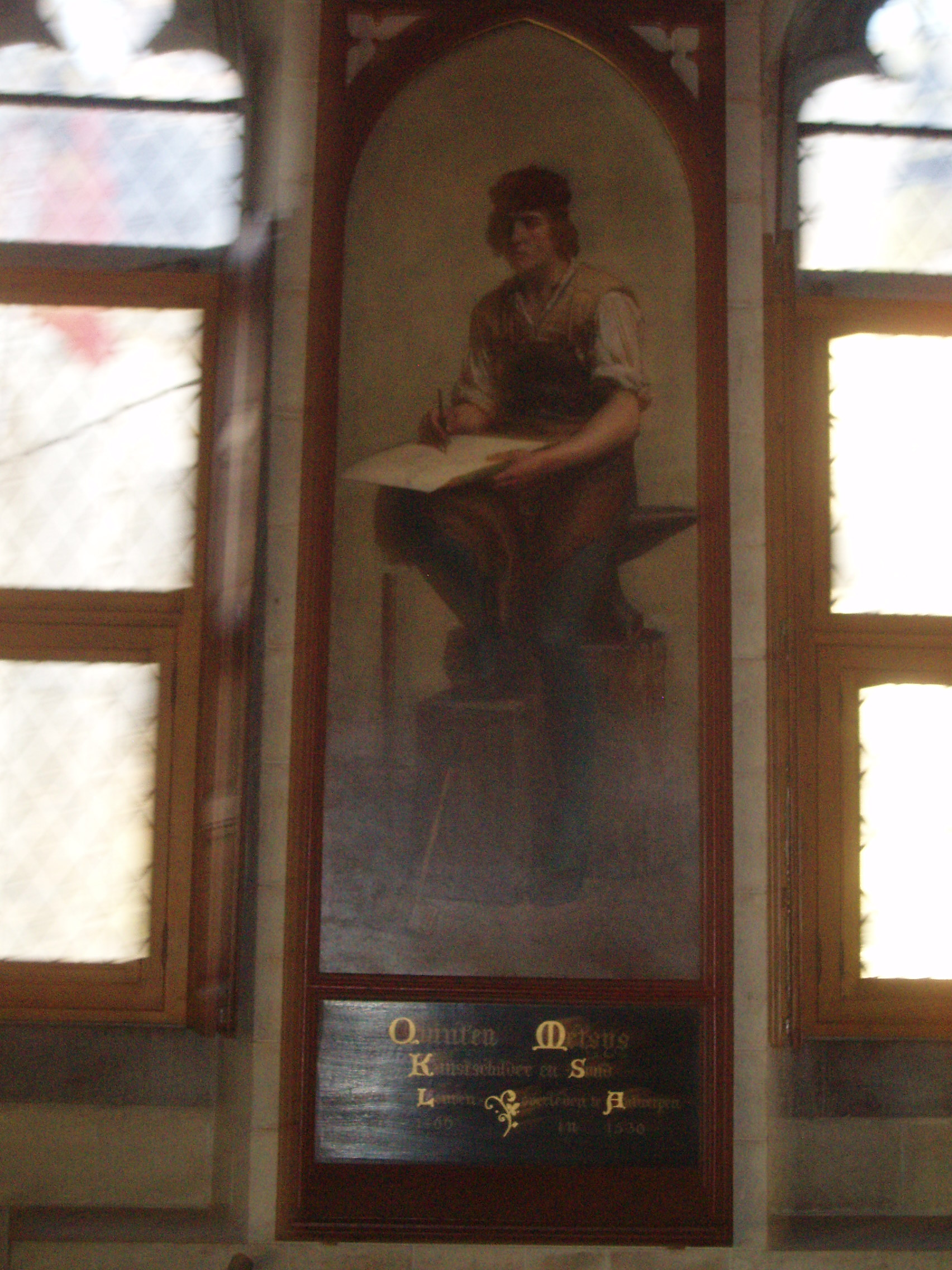
Quinten Metsys
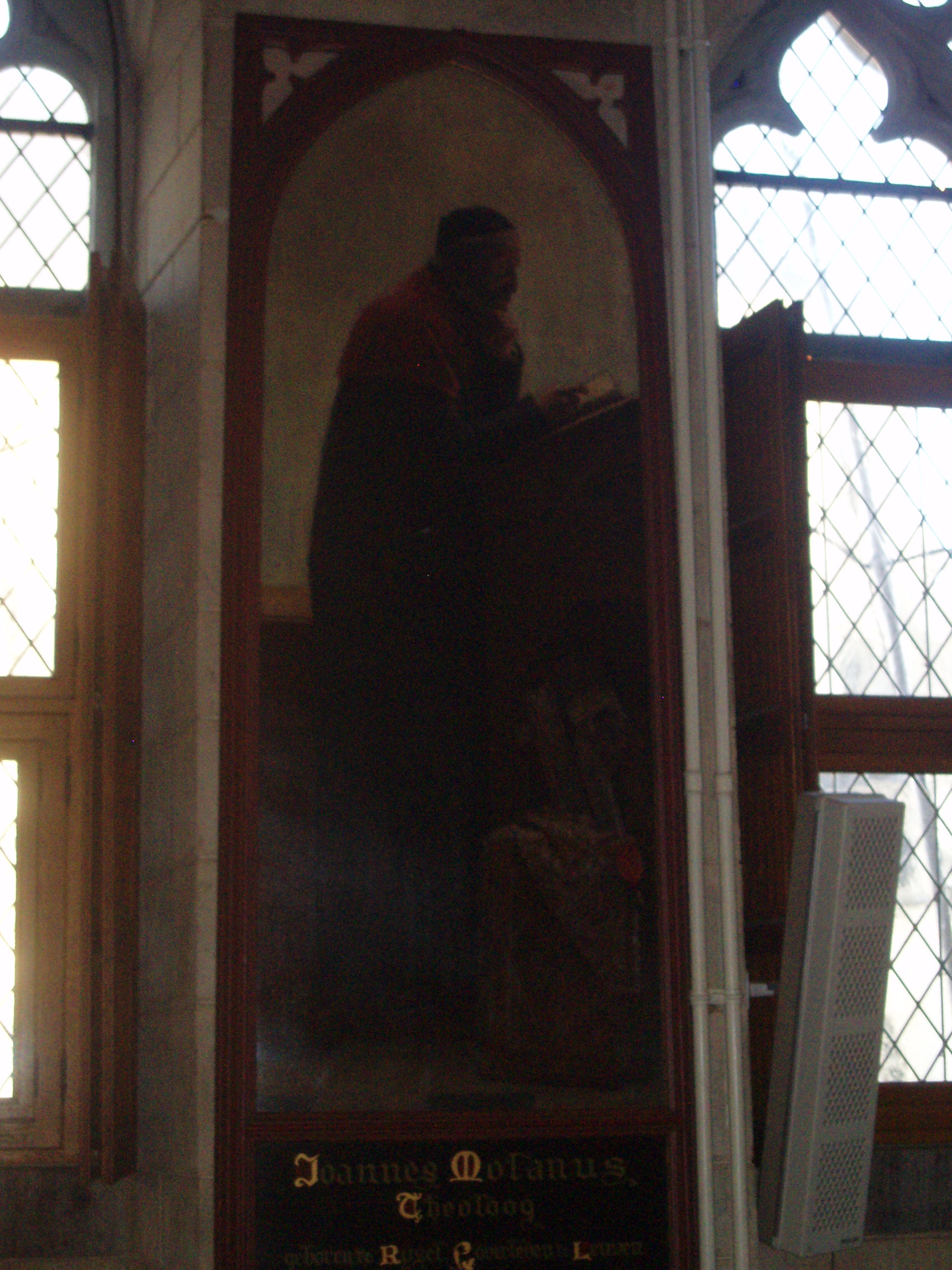
Joannes Molanus
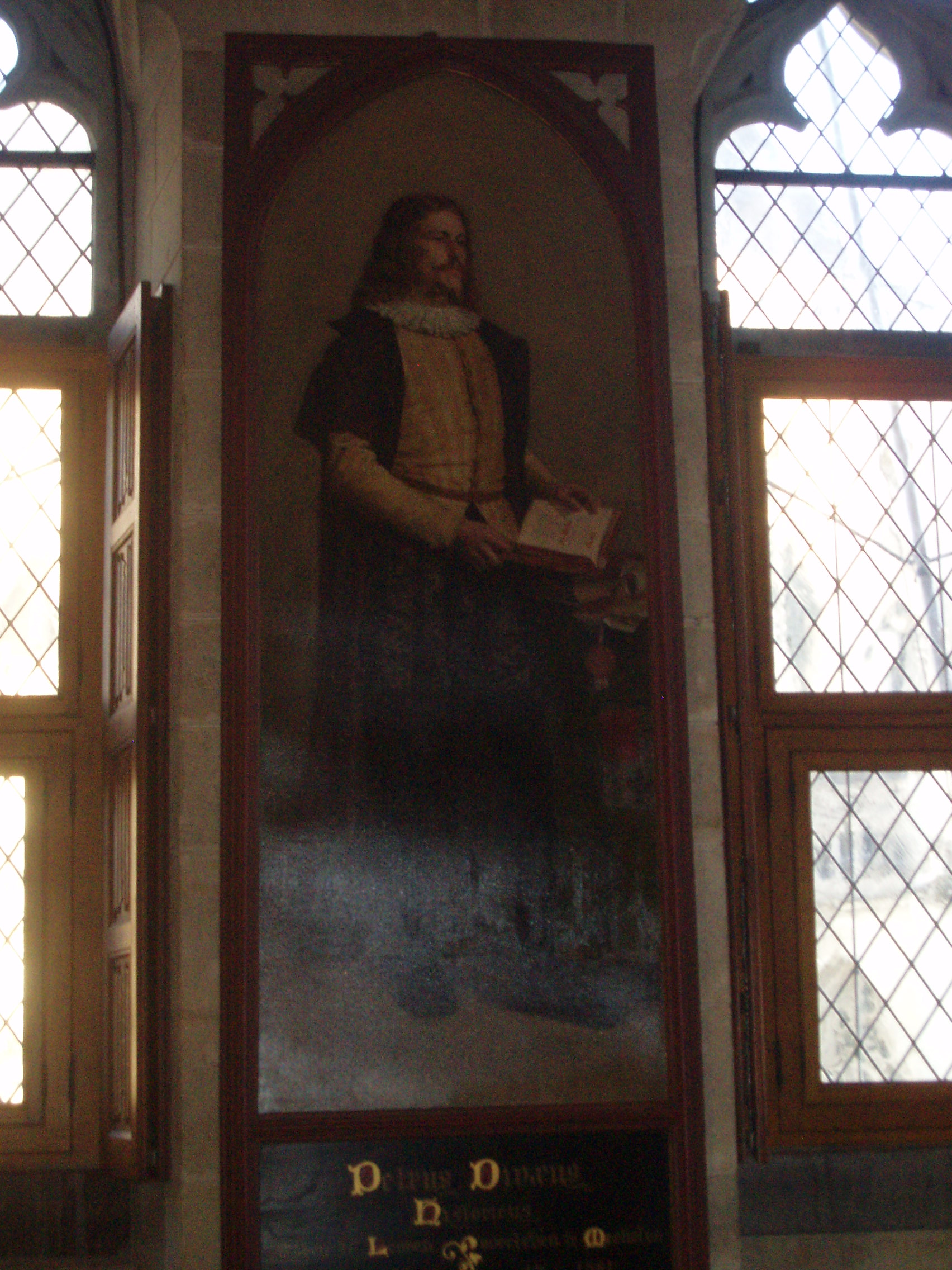
Petrus Divaeus

## Musea of openbare plaatsen met werk van Hennebicq
- Stadhuis van Leuven: 11 werken in de gotische zaal
- Gemeentehuis van Sint-Gillis: Portret van Jean Robie[1]
- Groeningemuseum te Brugge: Portret van architect Joseph Naert[2]
- Museum van het OCMW van Brussel: Portret van de graveur Paul Lauters[3]
- De vroegere woning van Hennebicq in Sint-Gillis werd ingericht als museum.[4] Aan de gevel is een gedenkplaat bevestigd.[5]

## Trivia
- In 1937 werd zowel in Doornik als in Leuven een tentoonstelling rond het werk van Hennebicq georganiseerd ter gelegenheid van de 100ste verjaardag van zijn geboorte.
- Twee straten werden naar André Hennebicq genoemd: Rue André Hennebicq te Doornik en André Hennebicqstraat te Sint-Gillis.
- Leon Hennebicq, de zoon van André, schreef een boekje over het leven van zijn vader: La vie d’André Hennebicq. Peintre. – Brussel: Ferdinand Larcier, 1937.
- In 2003 startte een grondige restauratie van de werken van Hennebicq in het stadhuis van Leuven. Over deze restauratiewerken werd een boek gepubliceerd.
- Eerste ministers van België mogen voor de inrichting van hun kabinet steeds kunstwerken kiezen uit de collectie van musea. In 1999 koos premier Guy Verhofstadt hiervoor het werk De arbeiders op het Romeinse platteland (Les travailleurs de la campagne romaine) van André Hennebicq uit de collectie van de Koninklijke Musea voor Schone Kunsten.[6]

- Bibliothèque nationale de France: cb14898983w (data)
- Gemeinsame Normdatei: 174219792
- International Standard Name Identifier: 0000 0001 0803 6858
- RKD-Nederlands Instituut voor Kunstgeschiedenis: 37540
- Système universitaire de documentation: 196707870
- Union List of Artist Names: 500093422
- Virtual International Authority File: 96365755
- WorldCat: E39PBJdMfg33YXhjWXcXJD4H4q